# Championnat AMA de supercross
Le Championnat AMA de supercross (Monster Energy AMA Supercross Championship) est le championnat national de supercross aux États-Unis et est actuellement la plus importante compétition de supercross dans le monde. Le championnat comporte environ 17 manches reparties sur plusieurs mois entre janvier et mai.
Le supercross est un dérivé du motocross né aux États-Unis. Il se dispute généralement sur une piste artificielle tracée dans un stade. Les pistes sont plus petites et plus techniques qu'en motocross "classique".

## Histoire
Dans les années 1970, des promoteurs tels que Bill France ont commencé à organiser des courses de motocross depuis des terrains naturels en extérieur vers des stades en villes.
Au lieu d'être construit sur un terrain naturel, la terre est importée dans les stades où les promoteurs essayent d'imiter les pistes de motocross. En 1972, Mike Goodwin et Terry Tiernan, le président de l'AMA, ont organisé l'une de ces courses dans le stades du Los Angeles Coliseum. La course a été surnommée le Super Bowl de motocross. Finalement, cette forme de course a évolué vers son propre sport et sa propre catégorie sous le nom de Supercross, qui était un raccourcissement du "Super Bowl of Motocross" original.
Les courses de motocross américaines se sont distinguées des championnats de motocross européennes en organisant chaque année deux championnats avec des catégories différents pour chaque cylindrées, tous deux organisées par l'AMA.
En 2020 la saison est interrompue par le COVID-19 après l'épreuve de Daytona, le 7 mars. Ken Roczen était alors leader du championnat. La saison a repris avec 7 courses à Salt Lake City, UT, du 31 mai au 21 juin. Les courses, au lieu d'être uniquement les samedi, se sont déroulées dans le même stade sans spectateurs tous les mercredis et dimanches pour cette année de pandémie.

## Fonctionnement
Actuellement, en 2021, L'AMA organise son championnat de Supercross en 17 manches du premier week-end de janvier au premier week-end de mai, puis le championnat de motocross en extérieur en 12 manches de la mi-mai à la fin août.
Alors que le championnat AMA de Motocross consiste en deux manches de 30 minutes plus 2 tours par manche, le vainqueur étant le coureur avec le total de points combiné le plus élevé pour les deux courses, en Supercross, il n'y a qu'une seule finale par soirée.

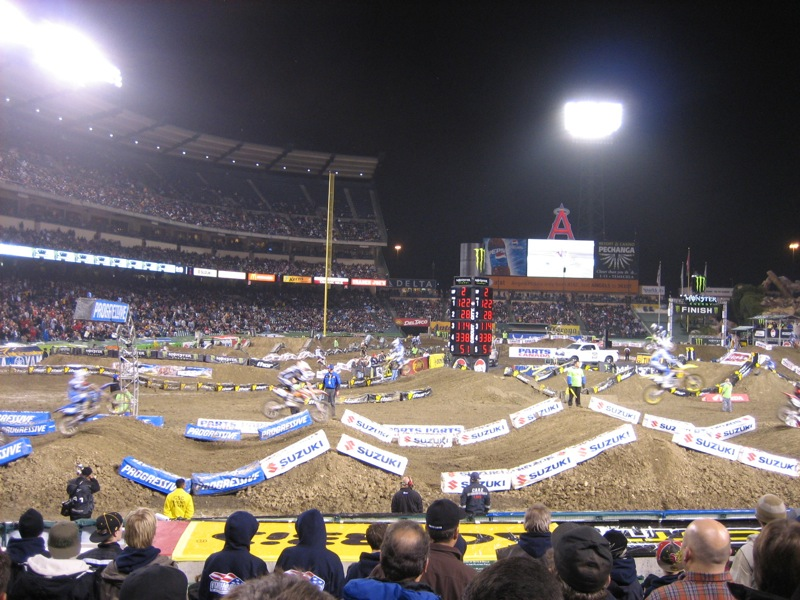
Piste de supercross

Environ 40 pilotes se qualifient pour chaque manche de Supercross. Les courses de qualification et les LCQ sont utilisés pour réduire le peloton à 22 pilotes pour une seule finale comptant pour le championnat par soirée.
La finale dure 20 minutes plus 1 tour pour la classe 450 cm3 et 15 minutes plus 1 tour pour la classe 250 cm3. Il n'y a pas de champion national 250 Supercross comme pour le motocross.
La catégorie 250 cm3 en Supercross est divisée en deux championnat Est et Ouest pour permettre à davantage de jeunes pilotes de participer à moindre coût. Il y a une à plusieurs confrontations Est/Ouest par saison rassemblant les 2 championnats.

## Déroulement d'une course
La course en elle-même se déroule ainsi :
- Cérémonies d'ouverture
- 1re manche 250SX
- 2e manche 250SX
- 1re manche 450SX
- 2e manche 450SX
- Repêchage 250SX
- Repêchage 450SX
- Finale 250SX
- Finale 450SX

## Palmarès
Avant 2006, la série était classée en fonction de la cylindrée de la moto basée sur des moteurs à deux temps de 250 cm3 et 125 cm3. En 2007, les officiels ont commencé à utiliser les catégories Supercross (SX1) et Supercross Lights (SX2), mais en 2013, ils sont revenus à l'utilisation de la cylindrée, avec des moteurs à quatre temps de 450 cm3 et 250 cm3, respectivement. Les officiels utilisent la nomenclature actuelle des quatre temps pour des raisons historiques.

### Championnat450cm3(Appelé250cm32-temps avant 2006)
| Saison | Champion 250 cm3 2T           | Second                     | Troisième                   | Constructeur champion |
| ------ | ----------------------------- | -------------------------- | --------------------------- | --------------------- |
| 1974   | Pierre Karsmakers (Yamaha)    | Rich Thorwaldson (Suzuki)  | Buck Murphy (Penton)        | -                     |
| 1975   | Jim Ellis (Can-Am)            | Marty Smith (Honda)        | Rich Eierstedt (Honda)      | -                     |
| 1976   | Jimmy Weinert (en) (Kawasaki) | Pierre Karsmakers (Honda)  | Jim Ellis (Can-Am)          | -                     |
| 1977   | Bob Hannah (en) (Yamaha)      | Jim Pomeroy (Honda)        | Gaylon Mosier (Maïco)       | Honda                 |
| 1978   | Bob Hannah (Yamaha)           | Marty Tripes (Honda)       | Tommy Croft (Honda)         | Yamaha                |
| 1979   | Bob Hannah (Yamaha)           | Jim Weinert (Kawasaki)     | Mike Bell (Yamaha)          | Yamaha                |
| 1980   | Mike Bell (en) (Yamaha)       | Ken Howerton (Suzuki)      | Chuck Sun (Honda)           | Suzuki                |
| 1981   | Mark Barnett (en) (Suzuki)    | Mike Bell (Yamaha)         | Ken Howerton (Suzuki)       | Suzuki                |
| 1982   | Donnie Hansen (Honda)         | Mark Barnett (Suzuki)      | Johnny O'Mara (Honda)       | Honda                 |
| 1983   | David Bailey (en) (Honda)     | Mark Barnett (Suzuki)      | Broc Glover (Yamaha)        | Honda                 |
| 1984   | Johnny O'Mara (Honda)         | Rick Johnson (Kawasaki)    | David Bailey (Honda)        | Honda                 |
| 1985   | Jeff Ward (Kawasaki)          | Broc Glover (Yamaha)       | Ron Lechien (Honda)         | Honda                 |
| 1986   | Ricky Johnson (en) (Honda)    | David Bailey (Honda)       | Johnny O'Mara (Honda)       | Honda                 |
| 1987   | Jeff Ward (Kawasaki)          | Ricky Johnson (Honda)      | Ron Lechien (Kawasaki)      | Honda                 |
| 1988   | Ricky Johnson (Honda)         | Ron Lechien (Kawasaki)     | Jeff Ward (Kawasaki)        | Honda                 |
| 1989   | Jeff Stanton (Honda)          | Ron Lechien (Kawasaki)     | Guy Cooper (Honda)          | Honda                 |
| 1990   | Jeff Stanton (Honda)          | Jean-Michel Bayle (Honda)  | Jeff Matiasevich (Kawasaki) | Honda                 |
| 1991   | Jean-Michel Bayle (Honda)     | Damon Bradshaw (Yamaha)    | Jeff Stanton (Honda)        | Honda                 |
| 1992   | Jeff Stanton (Honda)          | Damon Bradshaw (Yamaha)    | Jean-Michel Bayle (Honda)   | Kawasaki              |
| 1993   | Jeremy McGrath (Honda)        | Mike Kiedrowski (Kawasaki) | Jeff Stanton (Honda)        | Honda                 |
| 1994   | Jeremy McGrath (Honda)        | Mike LaRocco (Kawasaki)    | Mike Kiedrowski (Kawasaki)  | Kawasaki              |
| 1995   | Jeremy McGrath (Honda)        | Larry Ward (Yamaha)        | Jeff Emig (Yamaha)          | Honda                 |
| 1996   | Jeremy McGrath (Honda)        | Jeff Emig (Kawasaki)       | Ezra Lusk (Suzuki)          | Honda                 |
| 1997   | Jeff Emig (en) (Kawasaki)     | Jeremy McGrath (Suzuki)    | Ezra Lusk (Yamaha)          | Kawasaki              |
| 1998   | Jeremy McGrath (Yamaha)       | Ezra Lusk (Honda)          | Larry Ward (Suzuki)         | Yamaha                |
| 1999   | Jeremy McGrath (Yamaha)       | Ezra Lusk (Honda)          | Mike LaRocco (Honda)        | Honda                 |
| 2000   | Jeremy McGrath (Yamaha)       | David Vuillemin (Yamaha)   | Mike LaRocco (Honda)        | Yamaha                |
| 2001   | Ricky Carmichael (Kawasaki)   | Jeremy McGrath (Yamaha)    | Mike LaRocco (Honda)        | Kawasaki              |
| 2002   | Ricky Carmichael (Honda)      | David Vuillemin (Yamaha)   | Jeremy McGrath (Yamaha)     | Honda                 |
| 2003   | Ricky Carmichael (Honda)      | Chad Reed (Yamaha)         | Ernesto Fonseca (Honda)     | Yamaha                |
| 2004   | Chad Reed (Yamaha)            | Kevin Windham (Honda)      | Mike LaRocco (Honda)        | Honda                 |
| 2005   | Ricky Carmichael (Suzuki)     | Chad Reed (Yamaha)         | Kevin Windham (Honda)       | Suzuki                |
| Saison | Champion 450 cm3 4T           | Second                     | Troisième                   | Constructeur champion |
| 2006   | Ricky Carmichael (Suzuki)     | James Stewart (Kawasaki)   | Chad Reed (Yamaha)          | Suzuki                |
| 2007   | James Stewart (Kawasaki)      | Chad Reed (Yamaha)         | Tim Ferry (Kawasaki)        | Kawasaki              |
| 2008   | Chad Reed (Yamaha)            | Kevin Windham (Honda)      | Andrew Short (Honda)        | Kawasaki              |
| 2009   | James Stewart (Yamaha)        | Chad Reed (Suzuki)         | Andrew Short (Honda)        | Yamaha                |
| 2010   | Ryan Dungey (Suzuki)          | Kevin Windham (Honda)      | David Millsaps (Honda)      | Suzuki                |
| 2011   | Ryan Villopoto (Kawasaki)     | Chad Reed (Honda)          | Ryan Dungey (Suzuki)        | Kawasaki              |
| 2012   | Ryan Villopoto (Kawasaki)     | David Millsaps (Yamaha)    | Ryan Dungey (KTM)           | Kawasaki              |
| 2013   | Ryan Villopoto (Kawasaki)     | David Millsaps (Suzuki)    | Ryan Dungey (KTM)           | Kawasaki              |
| 2014   | Ryan Villopoto (Kawasaki)     | Ryan Dungey (KTM)          | Ken Roczen (KTM)            | Kawasaki              |
| 2015   | Ryan Dungey (KTM)             | Eli Tomac (Honda)          | Cole Seely (Honda)          | KTM                   |
| 2016   | Ryan Dungey (KTM)             | Ken Roczen (Suzuki)        | Jason Anderson (Husqvarna)  | KTM                   |
| 2017   | Ryan Dungey (KTM)             | Eli Tomac (Kawasaki)       | Marvin Musquin (KTM)        | KTM                   |
| 2018   | Jason Anderson (Husqvarna)    | Marvin Musquin (KTM)       | Eli Tomac (Kawasaki)        | KTM                   |
| 2019   | Cooper Webb (KTM)             | Eli Tomac (Kawasaki)       | Marvin Musquin (KTM)        | KTM                   |
| 2020   | Eli Tomac (Kawasaki)          | Cooper Webb (KTM)          | Ken Roczen (Honda)          | Kawasaki              |
| 2021   | Cooper Webb (KTM)             | Ken Roczen (Honda)         | Eli Tomac (Kawasaki)        | Yamaha                |
| 2022   | Eli Tomac (Yamaha)            | Jason Anderson (Kawasaki)  | Malcolm Stewart (Husqvarna) | Honda                 |
| 2023   | Chase Sexton (en) (Honda)     | Eli Tomac (Yamaha)         | Cooper Webb (KTM)           | Honda                 |
| 2024   | Jett Lawrence (Honda)         | Cooper Webb (Yamaha)       | Chase Sexton (KTM)          | Yamaha                |
| 2025   | Cooper Webb (Yamaha)          | Chase Sexton (KTM)         | Justin Cooper (Yamaha)      | Yamaha                |

Notes :
1. ↑  Entre 1977 et 2008, le titre constructeur est décerné au cumul des championnats Supercross et Motocross.
2. ↑  Depuis 2021, le titre constructeur est décerné au cumul des championnats 450 cm3 et 250 cm3.

### Championnat250cm3(Appelé125cm32-temps avant 2006)
|        | Championnat 125 cm3 2T côte Ouest | Championnat 125 cm3 2T côte Ouest | Championnat 125 cm3 2T côte Ouest |                                 | Championnat 125 cm3 2T côte Est | Championnat 125 cm3 2T côte Est | Championnat 125 cm3 2T côte Est |
| Saison | Champion                          | Second                            | Troisième                         | Champion                        | Second                          | Troisième                       |                                 |
| ------ | --------------------------------- | --------------------------------- | --------------------------------- | ------------------------------- | ------------------------------- | ------------------------------- | ------------------------------- |
| 1985   | Bobby Moore                       | Mike Healey                       | Billy Franck                      | Eddie Warren                    | Rodney Barr                     | Mark Crozier                    |                                 |
| 1986   | Donny Schmit                      | Willie Surratt                    | Tyson Vohland                     | Keith Turpin                    | Ron Tichenor                    | Mark Melton                     |                                 |
| 1987   | Willie Surratt                    | Robert Naughton                   | Dean Matson                       | Ron Tichenor                    | Keith Turpin                    | Todd DeHoop                     |                                 |
| 1988   | Jeff Matiasevich                  | Mike Kiedrowski                   | Larry Ward                        | Todd DeHoop                     | Mike Jones                      | Mike LaRocco                    |                                 |
| 1989   | Jeff Matiasevich                  | Mike LaRocco                      | Larry Ward                        | Damon Bradshaw                  | Mike Kiedrowski                 | Denny Stephenson                |                                 |
| 1990   | Ty Davis                          | Jeremy McGrath                    | Buddy Antunez                     | Denny Stephenson                | Mike Jones                      | Jeromy Buehl                    |                                 |
| 1991   | Jeremy McGrath                    | Jeff Emig                         | Steve Lamson                      | Brian Swink                     | Jeromy Buehl                    | Doug Henry                      |                                 |
| 1992   | Jeremy McGrath                    | Buddy Antunez                     | Tyson Vohland                     | Brian Swink                     | Jimmy Button                    | Doug Henry                      |                                 |
| 1993   | Jimmy Gaddis                      | Phil Lawrence                     | Damon Huffman                     | Doug Henry                      | Chad Pederson                   | Ezra Lusk                       |                                 |
| 1994   | Damon Huffman                     | Pedro Gonzalez                    | Craig Decker                      | Ezra Lusk                       | Jimmy Button                    | Tim Ferry                       |                                 |
| 1995   | Damon Huffman                     | Ryan Hughes                       | David Pingree                     | Mickaël Pichon                  | Mike Brown                      | Davey Yezek                     |                                 |
| 1996   | Kevin Windham                     | James Dobb                        | Kim Ashkenazi                     | Mickaël Pichon                  | John Dowd                       | Nathan Ramsey                   |                                 |
| 1997   | Kevin Windham                     | Robbie Reynard                    | Casey Johnson                     | Tim Ferry                       | Stéphane Roncada                | Ricky Carmichael                |                                 |
| 1998   | John Dowd                         | David Vuillemin                   | Stéphane Roncada                  | Ricky Carmichael                | Robbie Reynard                  | Brock Sellards                  |                                 |
| 1999   | Nathan Ramsey                     | Casey Lytle                       | Isaiah Johnson                    | Ernesto Fonseca                 | Nicholas Wey                    | Robbie Horton                   |                                 |
| 2000   | Derrick Shae Bentley              | David Pingree                     | Greg Schnell                      | Stéphane Roncada                | Brock Sellards                  | Travis Pastrana                 |                                 |
| 2001   | Ernesto Fonseca                   | Rodrig Thain                      | Justin Buckelew                   | Travis Pastrana                 | Nathan Ramsey                   | Michael Brown                   |                                 |
| 2002   | Travis Preston                    | James Stewart                     | Ivan Tedesco                      | Chad Reed                       | Michael Brown                   | Branden Jesseman                |                                 |
| 2003   | James Stewart                     | Travis Preston                    | Andrew Short                      | Branden Jesseman                | Michael Brown                   | Brock Sellards                  |                                 |
| 2004   | Ivan Tedesco                      | Nathan Ramsey                     | Stéphane Roncada                  | James Stewart                   | Brock Hepler                    | Dany Smiths                     |                                 |
| 2005   | Ivan Tedesco                      | Nathan Ramsey                     | Andrew Short                      | Grant Langston                  | Joshua Hansen                   | David Millsaps                  |                                 |
|        | Championnat 250 cm3 4T côte Ouest | Championnat 250 cm3 4T côte Ouest | Championnat 250 cm3 4T côte Ouest | Championnat 250 cm3 4T côte Est | Championnat 250 cm3 4T côte Est | Championnat 250 cm3 4T côte Est |                                 |
| Saison | Champion                          | Second                            | Troisième                         | Champion                        | Second                          | Troisième                       |                                 |
| 2006   | Grant Langston                    | Andrew Short                      | Ryan Villopoto                    | David Millsaps                  | Christopher Gosselaar           | Joshua Grant                    |                                 |
| 2007   | Ryan Villopoto                    | Jason Lawrence                    | Joshua Hill                       | Ben Townley                     | Ryan Morais                     | Darcy Lange                     |                                 |
| 2008   | Jason Lawrence                    | Ryan Dungey                       | Austin Stroupe                    | Trey Canard                     | Ryan Villopoto                  | Nicco Izzi                      |                                 |
| 2009   | Ryan Dungey                       | Jake Weimer                       | Ryan Morais                       | Christophe Pourcel              | Austin Stroupe                  | Nicco Izzi                      |                                 |
| 2010   | Jake Weimer                       | Will Hahn                         | Trey Canard                       | Christophe Pourcel              | Justin Barcia                   | Brett Metcalfe                  |                                 |
| 2011   | Broc Tickle                       | Eli Tomac                         | Joshua Hansen                     | Justin Barcia                   | Dean Wilson                     | Ryan Sipes                      |                                 |
| 2012   | Eli Tomac                         | Dean Wilson                       | Marvin Musquin                    | Justin Barcia                   | Ken Roczen                      | Blake Wharton                   |                                 |
| 2013   | Ken Roczen                        | Eli Tomac                         | Cole Seely                        | Will Hahn                       | Marvin Musquin                  | Blake Wharton                   |                                 |
| 2014   | Jason Anderson                    | Cole Seely                        | Dean Wilson                       | Justin Bogle                    | Martin Davalos                  | Vince Friese                    |                                 |
| 2015   | Cooper Webb                       | Shane McElrath                    | Zach Osborne                      | Marvin Musquin                  | Justin Bogle                    | Jeremy Martin                   |                                 |
| 2016   | Cooper Webb                       | Joey Savatgy                      | Christian Craig                   | Malcolm Stewart                 | Aaron Plessinger                | Jeremy Martin                   |                                 |
| 2017   | Justin Hill                       | Shane McElrath                    | Aaron Plessinger                  | Zach Osborne                    | Adam Cianciarulo                | Joey Savatgy                    |                                 |
| 2018   | Aaron Plessinger                  | Adam Cianciarulo                  | Shane McElrath                    | Zach Osborne                    | Jordon Smith                    | Jeremy Martin                   |                                 |
| 2019   | Dylan Ferrandis                   | Adam Cianciarulo                  | Colt Nichols                      | Chase Sexton                    | Justin Cooper                   | Austin Forkner                  |                                 |
| 2020   | Dylan Ferrandis                   | Justin Cooper                     | Austin Forkner                    | Chase Sexton                    | Shane McElrath                  | Jo Shimoda                      |                                 |
| 2021   | Justin Cooper                     | Hunter Lawrence                   | Cameron Mcadoo                    | Colt Nichols                    | Jo Shimoda                      | Jett Lawrence                   |                                 |
| 2022   | Christian Craig                   | Hunter Lawrence                   | Michael Mosiman                   |                                 | Jett Lawrence                   | Rj Hampshire                    | Pierce Brown                    |
| 2023   | Jett Lawrence                     | RJ Hampshire                      | Levi Kitchen                      |                                 | Hunter Lawrence                 | Haiden Deegan                   | Max Anstie                      |
| 2024   | RJ Hampshire                      | Levi Kitchen                      | Jordon Smith                      |                                 | Tom Vialle                      | Haiden Deegan                   | Coty Schock                     |
| 2025   | Haiden Deegan                     | Julien Beaumer                    | Cole Davies                       |                                 | Tom Vialle                      | Seth Hammaker                   | RJ Hampshire                    |

## Statistiques de victoires
Les pilotes en gras ont participé au championnat de Supercross 2023.
† à côté du nom du pilote dans la colonne Catégorie 250/125 indique que le pilote a participé au championnat de Supercross 2023 450.
| Catégorie 450/250  | Victoires | Catégorie 250/125  | Victoires | Combiné           | Victoires |
| ------------------ | --------- | ------------------ | --------- | ----------------- | --------- |
| Jeremy McGrath     | 72        | James Stewart Jr.  | 18        | Jeremy McGrath    | 85        |
| Eli Tomac          | 51        | Nathan Ramsey      | 15        | James Stewart Jr. | 68        |
| James Stewart Jr.  | 50        | Jeremy McGrath     | 13        | Eli Tomac         | 63        |
| Ricky Carmichael   | 48        | Jett Lawrence      | 13        | Ricky Carmichael  | 60        |
| Chad Reed          | 44        | Ricky Carmichael   | 12        | Ryan Villopoto    | 52        |
| Ryan Villopoto     | 41        | Eli Tomac †        | 12        | Chad Reed         | 50        |
| Ryan Dungey        | 34        | Ryan Dungey        | 12        | Ryan Dungey       | 46        |
| Ricky Johnson      | 28        | Kevin Windham      | 12        | Cooper Webb       | 32        |
| Bob Hannah         | 27        | Ernesto Fonseca    | 12        | Kevin Windham     | 30        |
| Cooper Webb        | 21        | Christophe Pourcel | 12        | Ricky Johnson     | 28        |
| Ken Roczen         | 21        | Damon Huffman      | 12        | Bob Hannah        | 27        |
| Jeff Ward          | 20        | Brian Swink        | 12        | Ken Roczen        | 27        |
| Damon Bradshaw     | 19        | Austin Forkner     | 12        | Damon Bradshaw    | 25        |
| Kevin Windham      | 18        | Hunter Lawrence    | 12        | Marvin Musquin    | 21        |
| Jeff Stanton       | 17        | Ryan Villopoto     | 11        | Ezra Lusk         | 19        |
| Mark Barnett       | 17        | Cooper Webb †      | 11        | Jason Anderson    | 19        |
| Jean-Michel Bayle  | 16        | Justin Barcia †    | 11        | Justin Barcia     | 16        |
| Jason Anderson     | 14        | Marvin Musquin †   | 11        | Nathan Ramsey     | 16        |
| David Bailey       | 12        | Adam Cianciarulo † | 11        | Jeff Emig         | 13        |
| Ezra Lusk          | 12        | Jeff Matiasevich   | 11        | Mike LaRocco      | 13        |
| Mike Bell          | 11        | Ivan Tedesco       | 10        | Damon Huffman     | 13        |
| Broc Glover        | 10        | Mickaël Pichon     | 10        | Jeff Matiasevich  | 13        |
| Mike LaRocco       | 10        | Jake Weimer        | 9         | Chase Sexton      | 13        |
| Marvin Musquin     | 10        | Shane McElrath †   | 9         | Trey Canard       | 12        |
| Jimmy Ellis        | 8         | Denny Stephenson   | 8         | Davi Millsaps     | 12        |
| David Vuillemin    | 7         | Keith Turpin       | 8         | David Vuillemin   | 11        |
| Jeff Emig          | 7         | Dean Wilson †      | 8         | Doug Henry        | 11        |
| Johnny O'Mara      | 7         | Travis Pastrana    | 8         | John Dowd         | 8         |
| Chase Sexton       | 7         | Doug Henry         | 7         | Mike Kiedrowski   | 7         |
| Justin Barcia      | 6         | Trey Canard        | 7         | Zach Osborne      | 7         |
| Kent Howerton      | 5         | Josh Hansen        | 7         | Andrew Short      | 6         |
| Trey Canard        | 5         | Davi Millsaps      | 7         | Cole Seely        | 6         |
| Davi Millsaps      | 5         | Grant Langston     | 7         | Blake Baggett     | 5         |
| Mike Kiedrowski    | 5         | Stéphane Roncada   | 7         | Josh Grant        | 4         |
| Donnie Hansen      | 4         | Christian Craig †  | 7         | Michael Craig     | 2         |
| Doug Henry         | 4         | John Dowd          | 7         |                   |           |
| Darrell Schultz    | 4         | Ezra Lusk          | 7         |                   |           |
| Jimmy Weinert      | 4         | Aaron Plessinger † | 6         |                   |           |
| Larry Ward         | 3         | Chad Reed          | 6         |                   |           |
| Marty Smith        | 3         | Damon Bradshaw     | 6         |                   |           |
| Marty Tripes       | 2         | Jeff Emig          | 6         |                   |           |
| Tony DiStefano     | 2         | Dylan Ferrandis †  | 6         |                   |           |
| Andrew Short       | 1         | Chase Sexton †     | 6         |                   |           |
| Josh Grant         | 1         | Ken Roczen †       | 6         |                   |           |
| Josh Hill          | 1         | Jeremy Martin      | 6         |                   |           |
| Nathan Ramsey      | 1         | Justin Hill †      | 6         |                   |           |
| John Dowd          | 1         | Zach Osborne       | 6         |                   |           |
| Sébastien Tortelli | 1         | Martin Davalos     | 5         |                   |           |
| Pierre Karsmakers  | 1         | Braden Jesseman    | 5         |                   |           |
| Damon Huffman      | 1         | Jason Anderson †   | 5         |                   |           |
| Greg Albertyn      | 1         | Joey Savatgy †     | 5         |                   |           |
| Michael Craig      | 1         | Andrew Short       | 5         |                   |           |
| Doug Dubach        | 1         | Cole Seely †       | 5         |                   |           |
| Jeff Matiasevich   | 1         | Blake Baggett      | 4         |                   |           |
| Rex Staten         | 1         | Brock Sellards     | 4         |                   |           |
| Chuck Sun          | 1         | Michael Brown      | 4         |                   |           |
| Steve Wise         | 1         | Travis Preston     | 4         |                   |           |
| Gaylon Mosier      | 1         | David Vuillemin    | 4         |                   |           |
| Jaroslav Falta     | 1         | David Pingree      | 4         |                   |           |
| Jim Pomeroy        | 1         | Colt Nichols †     | 4         |                   |           |
| Rick Ryan          | 1         | Justin Cooper †    | 4         |                   |           |
| Justin Brayton     | 1         | Donny Schmit       | 4         |                   |           |
| Blake Baggett      | 1         | Rich Tichenor      | 4         |                   |           |
| Cole Seely         | 1         | Jimmy Button       | 4         |                   |           |
| Zach Osborne       | 1         | Nate Thrasher      | 4         |                   |           |